# Neuharlingersiel
Neuharlingersiel (alemany) o Neeharlingersiel (baix alemany) és un municipi de la Frísia Oriental (Baixa Saxònia) a la costa del Mar de Wadden. És un petit centre balneari amb un petit port del per als transbordadors cap a l'illa de Spiekeroog i uns cúters de pesca de gambes d'esquer, també utilitzats en excursions turístiques, així com un port esportiu al port nou.
El poble es va crear vers 1693 quan la sedimentació a l'schorre de la badia del Harle va ensorrar el port entorn de la resclosa de desguàs més terra endins al poble que aleshores es deia Harlingersiel. Es va construir una resclosa nova al priel de l'Altharlinger Sieltief, uns quatre quilòmetres més al nord-oest. La terra es va endegar i polderitzar. El poble vell va rebre l'adjectiu «alt» i el poble nou «neu», paraules que més tard es van aglutinar. Des de l'inici del segle xviii es va transformar en port marítim per al transport internacional amb els ports del Mar del Nord i del Bàltic. A l'apogeu comptava amb una flota de 27 vaixells. El 1793 després de la mort del darrere príncep imperial de la nissaga dels Cirksena, la Frísia Oriental passà sota govern prussià, el que va contribuir a l'esclat de les activitats portuàries del poble: s'exportava blat cap a Escandinàvia i s'importava fusta. Al voltant del port es van construir magatzems importants. El port va patir el bloqueig continental durant les guerres napoleòniques. El 1806 Prússia va cedir la Frísia Oriental a l'efímer Regne d'Holanda (1806-1810), creat per Napoleó, fins que aquest va annexionar tot el territori a l'Imperi Francès el 1810. Després del Congrés de Viena, el 1815 passà al Regne de Hannover. Va durar fins al mig del segle xix per superar els estralls de la guerra i de l'ocupació francesa.
El 1968, el municipi que amb les seves quatre hectàrees era un dels més petits d'Alemanya, es va fusionar amb Seriem. El 1972 s'hi van afegir Altharlingersiel, is Ostbense i es va crear la mancomunitat d'Esens.
Actualment, la principal activitat del poble és el turisme. El port comercial només serveix per a la connexió amb l'illa de Spiekeroog. Queden unes poques barques de pescadors. Hi ha un projecte de revalorar les gambes com a producte de qualitat regional i crear més valor afegit local.